# 1. československá fotbalová liga 1957/1958
1. československá fotbalová liga 1957/1958 byl 32. ročník československé fotbalové ligy. Po předchozí sezoně se měnil hrací formát soutěže ze systému „jaro-podzim“ na systém „podzim-jaro“. O něm můžeme říci, že je pro naši ligu tradičním, protože právě od této sezony již nebyl nikdy změněn na jiný hrací systém. Mistrem 1. ligy se podruhé v řadě stala Dukla Praha (dříve ÚDA Praha), pro kterou to byl 3. mistrovský titul v historii klubu. Díky vítězství v soutěži si Dukla vybojovala i účast v Poháru mistrů evropských zemí. Středoevropský pohár se v této sezoně nehrál a jako náhrada byl pořádán tzv. Donau Cup (Dunajský pohár) se čtyřnásobnou československou účastí. Reprezentanty Československa se staly Dynamo Praha, Dukla Pardubice, Tatran Prešov a TJ Rudá hvězda Brno. Brněnský klub došel až do finále, kde podlehl CZ Bělehrad.
Dva sestupující z posledních míst tabulky – Spartak Hradec Králové a Baník Kladno nahradily pro příští ročník 4 nové kluby, a to v rámci rozšíření soutěže na 14 týmů.
Tento ročník začal v sobotu 16. března 1957 v Bratislavě úvodním zápasem 1. kola mezi Slovanem Bratislava a Spartakem Praha Sokolovo (0:2) a skončil v neděli 18. května 1958 zbývajícími pěti zápasy 33. kola.

## Konečná tabulka soutěže
| Poř.          | Tým                    | Z  | V  | R  | P  | VG | OG | TP  | B  |
| ------------- | ---------------------- | -- | -- | -- | -- | -- | -- | --- | -- |
| Zlatá medaile | Dukla Praha            | 33 | 16 | 8  | 9  | 60 | 38 | +22 | 40 |
| 2.            | Spartak Praha Sokolovo | 33 | 17 | 6  | 10 | 63 | 43 | +20 | 40 |
| 3.            | ČH Bratislava          | 33 | 14 | 10 | 9  | 56 | 41 | +15 | 38 |
| 4.            | Slovan Bratislava      | 33 | 15 | 7  | 11 | 58 | 45 | +13 | 37 |
| 5.            | Dynamo Praha           | 33 | 14 | 8  | 11 | 56 | 50 | +6  | 36 |
| 6.            | Tatran Prešov          | 33 | 14 | 6  | 13 | 44 | 49 | -5  | 34 |
| 7.            | TJ Rudá hvězda Brno    | 33 | 13 | 7  | 13 | 46 | 46 | 0   | 33 |
| 8.            | Dukla Pardubice        | 33 | 13 | 7  | 13 | 58 | 73 | -15 | 33 |
| 9.            | Spartak Trnava         | 33 | 10 | 11 | 12 | 45 | 49 | -4  | 31 |
| 10.           | Baník Ostrava          | 33 | 10 | 8  | 15 | 58 | 63 | -5  | 28 |
| 11.           | Spartak Hradec Králové | 33 | 9  | 7  | 17 | 52 | 76 | -24 | 25 |
| 12.           | Baník Kladno           | 33 | 9  | 3  | 21 | 52 | 75 | -23 | 21 |

## Rekapitulace soutěže
| Československá Fotbalová liga 1957/1958      |                                                                              |
|                                              |                                                                              |
| Ocenění                                      |                                                                              |
| Vítěz                                        | Dukla Praha (3. titul)                                                       |
| Kvalifikace do Evropských pohárů             |                                                                              |
| Pohár mistrů evropských zemí                 | Dukla Praha                                                                  |
| Pohyb v soutěži                              |                                                                              |
| Sestupující do II. ligy                      | Spartak Hradec Králové Baník Kladno                                          |
| Postupující z II. ligy                       | Jednota Košice Dynamo Žilina Spartak Ústí nad Labem Spartak Praha Stalingrad |
| Nejlepší střelec                             |                                                                              |
| Miroslav Wiecek – ( Baník Ostrava) – 25 gólů |                                                                              |

## Vývoj ve struktuře a názvech československých klubů
| - Spartak VSS Košice, Slavoj Košice, Slovan Košice sloučeny do Jednota Košice - Jiskra Gottwaldov, Spartak Gottwaldov sloučeny do TJ Gottwaldov - Slavoj Liberec, Jiskra Liberec sloučeny do Slovan Liberec |

## Soupisky mužstev

### Dukla Praha
František Dvořák (2/0/0),
Václav Pavlis (31/0/12) –
Jaroslav Borovička (29/12),
Jan Brumovský (12/1),
Jiří Čadek (30/0),
Karol Dobay (18/1),
Milan Dvořák (28/14),
Jindřich Hanuš (1/0),
Bedřich Hofman (5/1),
Jiří Ječný (21/0),
František Kordula (5/3),
Alfréd Malina (1/0),
Vilém Mandlík (1/0),
Josef Masopust (28/6),
Emil Mošnička (1/0),
Ladislav Novák (31/0),
Svatopluk Pluskal (30/5),
Ladislav Pones (3/1),
František Růžička (1/0),
Jiří Sůra (1/0),
František Šafránek (30/6),
Ivo Urban (25/1),
Miloš Urban (10/0),
Josef Vacenovský (19/8) –
trenér Karel Kolský

### Spartak Praha Sokolovo
Miroslav Čtvrtníček (21/0/7),
André Houška (11/0/3) –
Josef Crha (22/9),
Jiří Hejský (32/2),
Jan Hertl (32/6),
Jiří Hledík (20/0),
Jaroslav Jareš (6/0),
Josef Kadraba (18/6),
Milan Kanás (1/0),
Jaroslav Klauz (3/2),
František Kokta (15/0),
Tadeáš Kraus (29/15),
Stanislav Leifer (4/0),
Radovan Macek (18/1),
Arnošt Pazdera (27/3),
Miroslav Pergl (6/2),
Zdeněk Procházka (25/1),
... Přibyl (2/0),
Václav Starý (27/0),
Emil Svoboda (31/12),
Stanislav Vanžura (2/0) –
trenéři Erich Srbek (1.–24. kolo) a Vlastimil Preis (25.–33. kolo)

### ČH Bratislava
František Hlavatý (22/0/7),
Štefan Šimončič (11/0/3) –
Titus Buberník (33/10),
Dezider Cimra (26/7),
Milan Dolinský (24/10),
Kazimír Gajdoš (31/1),
Jozef Gögh (19/0),
Arnošt Hložek (11/0),
Viliam Hrnčár (2/0),
Ladislav Kačáni (29/4),
Jaroslav Košnar (9/1),
Štefan Matlák (23/1),
Pavol Molnár (30/7),
Gustáv Mráz (28/1),
Adolf Scherer (19/11),
Vojtech Skyva (10/1),
Valerián Švec (4/0),
Jiří Tichý (25/1),
Bohdan Ujváry (7/1) –
trenér Karol Borhy

### Slovan Bratislava
Ferdinand Hasoň (13/0/4),
Viliam Schrojf (19/0/5) –
Milan Balážik (18/6),
Ivan Benko (1/0),
Pavol Beňa (1/0),
Anton Bíly (19/6),
Mikuláš Čirka (24/0),
Štefan Demovič (2/1),
Igor Fillo (2/0),
Viliam Fischer (1/0),
Milan Halás (2/0),
Vlastimil Hlavatý (1/0),
Jozef Jajcaj (2/0),
Vojtech Jankovič (29/0),
Július Kánássy (28/6),
Július Kováč (19/3),
Jozef Král (2/0),
Štefan Král (13/0),
Jaroslav Michel (4/1),
Anton Moravčík (26/12),
Jozef Obert (30/10),
Emil Pažický (11/3),
Ján Popluhár (9/0),
Anton Urban (30/1),
Martin Varga (8/3),
Jozef Vengloš (28/2),
Michal Vičan (10/1) –
trenéři Leopold Šťastný (1.–24. kolo) a Jozef Baláži (25.–33. kolo)

### Dynamo Praha
Břetislav Dolejší (29/0/9),
Alois Jonák (4/0/0) –
Ján Andrejkovič (23/1),
Ota Hemele (12/5),
Alois Hercík (6/2),
Jiří Hildebrandt (28/0),
Václav Hovorka (25/7),
Jaroslav Jareš (10/2),
... Kolman (3/0),
Jan Lála (17/0),
Karel Lichtnégl (6/2),
Miroslav Linhart (14/0),
Ladislav Melichar (6/0),
Josef Moravec (3/0),
Ladislav Müller (8/4),
Jiří Nedvídek (15/0),
Karel Nepomucký (14/6),
Jiří Pešek (33/19),
Ladislav Svoboda (26/2),
Miloš Štádler (12/2),
Jiří Trnka (24/2),
Miloš Urban (12/1),
Jiří Vlasák (33/0) –
trenér Antonín Rýgr

### Tatran Prešov
Justín Javorek (5/0/1),
Alois Večerka (28/0/11) –
Jozef Bomba (7/0),
Andrej Čepček (31/0),
Jozef Eliášek (12/0),
Alexander Felszeghy (30/1),
Jozef Ferenc (17/3),
Ján Feriančík (22/2),
Jozef Gavroň (27/8),
Belo Malaga (3/0),
Ladislav Pavlovič (32/12),
Rudolf Pavlovič (31/3),
Karol Petroš (20/5),
Ján Polgár (9/2),
Ján Sabol (10/0),
František Semeši (33/2),
Gejza Šimanský (22/4),
Vincent Tumidalský (3/1),
Anton Varga (21/0) –
trenéři Jozef Kuchár (1.–11. kolo) a Jozef Steiner (12.–33. kolo)

### TJ Rudá hvězda Brno
Zdeněk Placheta (17/0/3),
Jozef Rúfus (16/0/3) –
Vlastimil Bubník (20/7),
Bronislav Danda (11/2),
Zdeněk Hajský (32/11),
Karel Kohlík (28/0),
Zdeněk Koláček (5/2),
Arnošt Machovský (7/0),
František Majer (19/0),
... Medveď (15/0),
Miroslav Mikeska (13/1),
Stanislav Navrátil (30/0),
Josef Píša (9/1),
Ján Popluhár (22/1),
Bohumil Prošek (1/1),
Ladislav Přáda (19/8),
Jaromír Salaj (10/5),
Bohuslav Sláma (33/1),
Jiří Šón (25/2),
Josef Vojta (22/1),
Jiří Zamastil (9/3) –
trenér Josef Eremiáš

### Dukla Pardubice
Jozef Bobok (12/0/1),
Ladislav Žejdlík (21/0/4) –
L. Antala (12/0),
Prokop Daněk (25/0),
Jiří Grund (19/3),
Telesfor Halmo (7/0),
Milan Kanás (1/0),
Vladimír Kos (20/3),
Andrej Kvašňák (19/3),
Jan Lála (10/0),
Karel Lichtnégl (11/1),
Milan Marek (17/2),
František Morávek (33/5),
Karel Nepomucký (13/3),
Miroslav Ošťádal (14/0),
Květoslav Novák (13/0),
Tomáš Pospíchal (15/2),
Ladislav Pták (12/1),
Josef Siuda (7/1),
Bedřich Šonka (33/17),
Miloš Urban (4/0),
Karel Vovorský (3/0),
Jozef Vrečič (10/1),
Zdeněk Zikán (32/16) –
trenéři Štefan Čambal (1.–13. kolo) a Jiří Zástěra (14.–33. kolo)

### Spartak Trnava
... Jurák (1/0/0),
Imrich Stacho (32/4/8) –
Rudolf Bartek (9/1),
Michal Benedikovič (8/0),
Milan Galbička (30/4),
Jozef Gögh (8/0),
Jozef Hrebíček (12/0),
Štefan Ištvanovič (2/0),
Viliam Jakubčík (20/2),
Stanislav Jarábek (30/5),
Juraj Kadlec (29/1),
Jozef Kalivoda (1/0),
Ľudovít Koiš (27/12),
Milan Krajčovič (6/0),
Štefan Pšenko (32/0),
Štefan Slanina (23/0),
Jozef Štibrányi (15/3),
Ján Šturdík (28/7),
Valerián Švec (17/5),
Karol Tibenský (33/1) –
trenér Anton Malatinský

### Baník Ostrava
Jan Benedikt (11/0/6),
Karel Hobšil (14/1/1),
Vladimír Mokrohajský (8/0/1) –
Miroslav Berek (1/0),
Zdeněk Crlík (5/0),
Karel Dvořák (9/0),
Jindřich Jahoda (11/0),
Bedřich Köhler (27/0),
Jan Kopáček (7/1),
Jiří Křižák (14/3),
Svatopluk Míček (5/0),
Milan Michna (6/0),
Miroslav Mikeska (16/5),
Jaroslav Němčík (19/0),
Jiří Nevrlý (18/1),
Josef Ondračka (23/1),
Tomáš Pospíchal (13/5),
Ladislav Reček (10/0),
Karel Sedláček (24/5),
Josef Siuda (2/0),
Zdeněk Stanczo (25/0),
František Šindelář (20/8),
Luboš Štěrba (7/0),
Josef Vludyka (10/0),
Miroslav Wiecek (33/25),
Vilém Závalský (25/3) –
trenéři Ferenc Szedlacsek (1.–8. kolo) a František Bičiště (9.–33. kolo)

### Spartak Hradec Králové
Jindřich Jindra (6/0/0),
František Matys (16/0/1),
Vladimír Mokrohajský (11/0/0) –
Miroslav Andrejsek (30/2),
Karel Dvořák (15/2),
František Haž (19/0),
Vlastimil Chobot (15/0),
František Jahoda (29/6),
Zdeněk Krejčí (28/0),
Milouš Kvaček (30/13),
Zdeněk Macek (31/8),
Karel Mach (20/1),
František Malík (15/2),
Miroslav Michálek (3/0),
Zdeněk Pičman (31/8),
Ladislav Pokorný (8/2),
Miroslav Reif (1/0),
Vladimír Schmied (12/3),
František Silbernágl (1/0),
Vladimír Šimonek (4/0),
František Šindelář (10/2),
Luboš Štěrba (17/0),
Oldřich Šubrt (11/3) –
trenéři Karel Sklenička (1.–24. kolo) a Ferenc Szedlacsek (25.–33. kolo)

### Baník Kladno
Miroslav Čtvrtníček (10/0/1),
Vladimír Plátek (4/0/1),
Sáva Prošek (12/0/2),
... Svatý (1/0/0),
Jaromír Vydra (6/0/0) –
Stanislav Bacílek (4/0),
Václav Bíba (19/5),
Zdeněk Böhm (31/3),
František Bragagnolo (1/0),
Jan Fábera (28/1),
Stanislav Hlusička (1/0),
Zdeněk Holoubek (1/0),
Josef Kadraba (9/3),
Petr Kalina (5/0),
Zdeněk Kofent (31/0),
Bohumil Košař (12/0),
Josef Kozlík (20/1),
Jiří Kuchler (18/7),
... Ledvinka (1/0),
Antonín Lukavský (5/0),
Josef Majer (25/12),
Karel Němeček (25/5),
Miroslav Rys (33/6),
Václav Sršeň (12/2),
Antonín Šolc (27/6),
Miroslav Šícha (13/0),
Jaroslav Tesárek (9/0) –
trenéři Jaroslav Šimonek (1.–11. kolo), Josef Košťálek (12.–24. kolo) a Josef Ludl (25.–33. kolo)